# بخش تنجائور
بخش تنجائور (به انگلیسی: Thanjavur district) یک بخش در هند است که در تامیل نادو واقع شده‌است. بخش تنجائور ۲٬۴۰۵٬۸۹۰ نفر جمعیت دارد.